# Carlo Toniatti
Carlo Toniatti (1892.), talijanski veslač koji je za tadašnju Kraljevinu Italiju osvojio brončanu medalju u osmercu na Olimpijskim igrama u Parizu 1924. godine.
Posadu koja je osvojila brončanu medalju činila su tri Talijana: Carlo Toniatti, Latino Galasso i Giuseppe Grivelli, te šest Hrvata: tri brata Katalinić, Šimun, Frane i Ante, te Viktor Ljubić, Petar Ivanov i Bruno Sorić.

## Vanjske poveznice
- Osobni profil
- Posada